# Olympische Sommerspiele 2000/Teilnehmer (Türkei)
| Gelbes Symbol für Goldmedaillen mit stilisierten Olympischen Ringen | Graues Symbol für Silbermedaillen mit stilisierten Olympischen Ringen | Braundes Symbol für Bronzemedaillen mit stilisierten Olympischen Ringen |
| ------------------------------------------------------------------- | --------------------------------------------------------------------- | ----------------------------------------------------------------------- |
| 3                                                                   | —                                                                     | 2                                                                       |

Die Türkei nahm an den Olympischen Sommerspielen 2000 in Sydney teil. 57 Athleten, davon 42 Männer und 15 Frauen, traten in insgesamt 58 Wettkämpfen in zehn Sportarten an. Insgesamt wurden drei Goldmedaillen und zwei Bronzemedaillen gewonnen, womit die Türkei im Medaillenspiegel den 26. Platz belegte. Fahnenträger bei der Eröffnungsfeier war der Ringer Hamza Yerlikaya.

## Medaillengewinner

### Gold
| Name            | Sportart     | Wettkampf                                             |
| --------------- | ------------ | ----------------------------------------------------- |
| Halil Mutlu     | Gewichtheben | Männer, Bantamgewicht (bis 56 kg)                     |
| Hüseyin Özkan   | Judo         | Männer, Halbleichtgewicht (bis 66 kg)                 |
| Hamza Yerlikaya | Ringen       | Männer, Mittelgewicht, griechisch-römisch (bis 85 kg) |

### Bronze
| Name                | Sportart  | Wettkampf                                   |
| ------------------- | --------- | ------------------------------------------- |
| Adem Bereket        | Ringen    | Männer, Weltergewicht, Freistil (bis 76 kg) |
| Hamide Bıkçın Tosun | Taekwondo | Frauen, Klasse bis 57 kg                    |

## Teilnehmer nach Sportarten

### Bogenschießen
- Özdemir Akbal
Männer, Einzel: 59. Platz
Männer, Mannschaft: 5. Platz

- Elif Altınkaynak
Frauen, Einzel: 28. Platz
Frauen, Mannschaft: 4. Platz

- Zekiye Keskin Şatır
Frauen, Einzel: 35. Platz
Frauen, Mannschaft: 4. Platz

- Natalia Nasaridse
Frauen, Einzel: 42. Platz
Frauen, Mannschaft: 4. Platz

- Hasan Orbay
Männer, Einzel: 18. Platz
Männer, Mannschaft: 5. Platz

- Serdar Şatir
Männer, Einzel: 44. Platz
Männer, Mannschaft: 5. Platz

### Boxen
- Ramazan Ballioğlu
Halbfliegengewicht: 17. Platz

- Fırat Karagöllü
Halbmittelgewicht: 9. Platz

- Akın Kuloğlu
Mittelgewicht: 7. Platz

- Ağası Məmmədov
Bantamgewicht: 5. Platz

- Ramaz Paliani
Federgewicht: 5. Platz

- Selim Paliani
Leichtgewicht: 7. Platz

- Nurhan Süleymanoğlu
Halbweltergewicht: 9. Platz

- Halil İbrahim Turan
Fliegengewicht: 17. Platz

- Bülent Ulusoy
Weltergewicht: 8. Platz

### Gewichtheben
- Abdul Aziz Alpak
Männer, Schwergewicht: DNF

- Yasin Arslan
Männer, Leichtgewicht: 14. Platz

- Ayhan Çiçek
Männer, Mittelgewicht: 13. Platz

- Halil Mutlu
Männer, Bantamgewicht: Gold

- Bünyamin Sudaş
Männer, Mittelschwergewicht: 7. Platz

- Naim Süleymanoğlu
Männer, Federgewicht: DNF

- Mehmet Yılmaz
Männer, Mittelgewicht: 10. Platz

### Judo
- Hüseyin Özkan
Männer, Halbleichtgewicht: Gold

- Neşe Şensoy Yıldız
Frauen, Extraleichtgewicht: Viertelfinale

- Selim Tataroğlu
Männer, Schwergewicht: 5. Platz

### Leichtathletik
- Serap Aktaş
Frauen, Marathon: 37. Platz

- Süreyya Ayhan
Frauen, 1500 Meter: Halbfinale

- Ebru Kavaklıoğlu
Frauen, 5000 Meter: Vorläufe

- Oksana Mert
Frauen, Diskuswurf: 27. Platz in der Qualifikation

- Mesut Yavaş
Männer, Weitsprung: 42. Platz in der Qualifikation

### Ringen
- Nazmi Avluca
Klasse bis 76 kg, griechisch-römisch: 13. Platz

- Fatih Bakir
Klasse bis 130 kg, griechisch-römisch: 8. Platz

- Hakkı Başar
Klasse bis 97 kg, griechisch-römisch: 16. Platz

- Adem Bereket
Klasse bis 76 kg, Freistil: Bronze

- Harun Doğan
Klasse bis 58 kg, Freistil: 15. Platz

- Ahmet Doğu
Klasse bis 97 kg, Freistil: 16. Platz

- Şeref Eroğlu
Klasse bis 63 kg, griechisch-römisch: 10. Platz

- Ali Özen
Klasse bis 85 kg, Freistil: 18. Platz

- Aydın Polatçı
Klasse bis 130 kg, Freistil: 11. Platz

- Yüksel Şanlı
Klasse bis 69 kg, Freistil: 9. Platz

- Hamza Yerlikaya
Klasse bis 85 kg, griechisch-römisch: Gold

- Ercan Yıldız
Klasse bis 54 kg, griechisch-römisch: 11. Platz

### Schießen
- Ayşe Kil
Frauen, Sportpistole: 25. Platz

- Oğuzhan Tüzün
Männer, Trap: 30. Platz
Männer, Doppeltrap: 21. Platz

### Schwimmen
- Derya Büyükuncu
Männer, 100 Meter Rücken: 17. Platz

- Ayşe Diker
Frauen, 100 Meter Schmetterling: 43. Platz

- İlkay Dikmen
Frauen, 100 Meter Brust: 23. Platz
Frauen, 200 Meter Brust: 24. Platz

- Şadan Derya Erke
Frauen, 100 Meter Rücken: 42. Platz
Frauen, 200 Meter Rücken: 29. Platz

- Hakan Kiper
Männer, 100 Meter Brust: 60. Platz

- Aytekin Mindan
Männer, 200 Meter Freistil: 42. Platz
Männer, 400 Meter Freistil: 39. Platz

- Uğur Orel Oral
Männer, 200 Meter Lagen: 48. Platz

### Segeln
- Ali Enver Adakan
Männer, Finn-Dinghy: 8. Platz

- İlknur Akdoğan
Frauen, Windsurfen: 28. Platz

- Ertuğrul İçingir
Männer, Windsurfen: 31. Platz

- Ali Kemal Tüfekçi
Laser: 34. Platz

### Taekwondo
- Hamide Bıkçın
Frauen, Federgewicht: Bronze

- Döndü Güvenc
Frauen, Fliegengewicht: 5. Platz